# Manx (EP)
Manx ist eine EP des Rappers Maeckes. Sie wurde am 11. November 2011 über das Independent-Label Chimperator Productions veröffentlicht. Manx erschien dabei digital sowie in limitierter Auflage als physischer Tonträger.

## Hintergrund
Maeckes veröffentlichte unter dem Titel Kids im März 2010 sein erstes Soloalbum über Chimperator Productions. Mit diesem konnte der Rapper auch in die Album-Charts einsteigen. Es folgten im selben Jahr das Mixtape Mash Up 2 und das Remix-Album Eins. Im Sommer 2011 wurde die Gruppe Die Orsons, die neben Maeckes aus den Hip-Hop-Musikern Plan B, Kaas und Tua besteht, bei dem Major-Label Universal unter Vertrag genommen. Die Gruppe begann daraufhin intensiv an neuem Songmaterial zu arbeiten. Diese Aufnahmen waren von einer experimentellen Vorgehensweise geprägt. Laut Aussage von Maeckes hat die Arbeit mit Die Orsons das Bedürfnis in ihm geweckt, „Rap in seiner reinen Form“ aufzunehmen. Aus diesem Grund nutzte der Rapper nach der Studioarbeit mit seiner Gruppe die Zeit, Beats zu produzieren sowie Texte zu schreiben. Da Maeckes eigenen Angaben zufolge eine verstärkt konzeptuelle Arbeitsweise bei den Aufnahmen seiner Veröffentlichungen verfolgt und entsprechend hohe Anforderungen an seine Alben hat, entschied er sich für das Format der Extended Play. Von den entstandenen Liedern wählte er acht Stücke für die EP aus.
Anfang August wurde die Veröffentlichung der EP unter dem Titel Manx bekannt gegeben. Der Titel ist an die Katzenrasse Manx angelehnt, die sich dadurch auszeichnet, keinen Schwanz zu haben, was sich auch in der Cover-Gestaltung niedergeschlagen hat. Das Cover wurde am 8. August 2011 präsentiert. Ende September 2011 wurde die Titelliste der EP bekannt gegeben. Die Veröffentlichung erfolgte in digitaler Form sowie als physischer Tonträger. Dabei wurde die CD-Version von Manx auf 1.000 Exemplare limitiert. Laut Maeckes war der physische Tonträger kurz nach dem Erscheinen ausverkauft. Auf eine weitere Auflage wurde verzichtet, da der „Wert“ der limitierten Auflage nicht vermindert werden solle.

## Titelliste
1. Zoom – 6:31
2. SLBST – 2:29

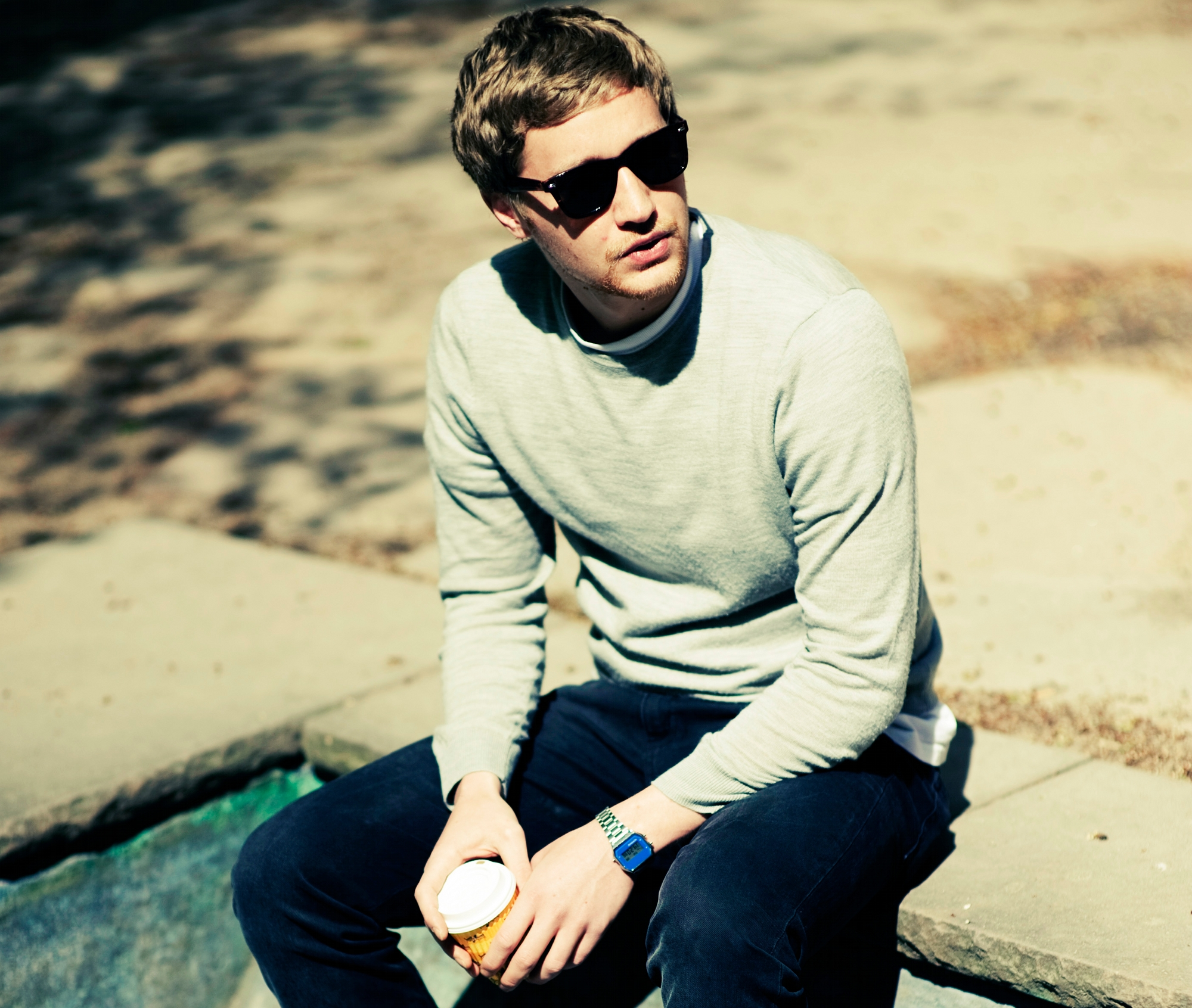
Maeckes im Jahr 2011

3. Pisse aus Weingläsern (feat. JAW) – 3:31
4. Black Swan (feat. Plan B) – 3:33
5. Probleme weglächeln – 3:08
6. Niemandsland (feat. Tua) – 4:53
7. Unperfekt – 3:52
8. Gossip – 8:12
9. Explain the World to me (Marlon RMX) (Bonus-Titel) – 3:00

## Gastbeiträge
Für Manx entstanden drei Lieder mit Gastrappern. Plan B, mit dem Maeckes in der Vergangenheit verschiedene Veröffentlichung als Duo Maeckes & Plan B aufgenommen hatte, war an der Produktion von Black Swan beteiligt. Der Beat habe die Rapper „an die Stimmung von „White Trash““ erinnert, einem Lied aus ihrem Album Als waeren wir Freunde. Diese Stimmung wurde für den Song Black Swan aufgegriffen, der aus Sicht Maeckes’ ein „Retrofeeling“ vermittele. Das Stück Niemandsland war als gemeinsames Lied der Gruppe Die Orsons geplant. Nachdem Maeckes den drei anderen Mitgliedern seine Strophe präsentiert hatte, konnte lediglich Tua eine weitere Strophe beisteuern, sodass Niemandsland auf Maeckes’ EP erschien. Des Weiteren ist JAW auf Pisse aus Weingläsern zu hören.

## Produktion
Maeckes produzierte die Lieder der EP selber. Einblicke in seine Arbeitsweise, etwa zur Produktion des Stücks Niemandsland, wurden durch Veröffentlichung von Making-of-Videos gegeben. Der Rapper selber gibt an, sich nicht als vollwertigen Produzenten zu sehen. Seine Arbeitsweise ähnele der Vorgehensweise eines Kindes und verlaufe „intuitiv und direkt.“ Nach Beendigung der Aufnahmen folgte die Abmischung. Diese wurde von Kodimey Awokou, der in der Vergangenheit selber Musik über Chimperator Productions veröffentlicht hatte, übernommen.

## Illustration
Im Zentrum des Covers ist die Zeichnung einer Manx-Katze zu sehen. Diese wird durch Aquarellmalerei ergänzt. Das Cover wurde von Robin T. Treier angefertigt, dessen Arbeit an dem Artwork Auszugsweise in einem Video präsentiert wurde.

## Vermarktung
Pisse aus Weingläsern, der gemeinsame Song mit JAW, stand im Vorfeld der Veröffentlichung der EP im Fokus. Zunächst erschien ein Video, in dem Maeckes in Auszügen die Produktion des Beats zum Stück präsentiert. Das fertige Lied wurde daraufhin auf der CD, die der 139. Ausgabe des Hip-Hop-Magazins Juice beigefügt ist, veröffentlicht. Auf dem Dachboden oberhalb der Redaktionsräume der Juice entstand zudem ein Video zu Pisse aus Weingläsern. Ausschnitte zu den Aufnahmen des Videos erschienen ebenfalls in einem Making-of-Video.
Als weiteres exklusives Lied erschien Mitte Oktober Facebook Exclusive. Nachdem Maeckes für ein Interview im Berliner Radiosender Kiss FM aufgetreten war, schlug ein Fan Maeckes vor, auf Grundlage der im Hintergrund seines Auftritts laufenden Melodie einen Song zu erstellen. Maeckes veröffentlichte diesen über das soziale Netzwerk Facebook.
Am 9. November 2011 wurde das zweite Video zum Lied Niemandsland, der Zusammenarbeit mit Tua, veröffentlicht. Ein weiteres Video wurde zu dem nicht auf der EP enthaltenen Song Endlich Reform gedreht. Das Video zu SLBST erschien eine Woche nach Veröffentlichung von Manx.

## Rezeption
Die E-Zine Laut.de vergab in einer Kritik vier von fünf möglichen Bewertungspunkten an Manx. Das erste Stück Zoom wird für seine detailreichen Beschreibungen gelobt, die sich von früheren Stücken Maeckes, in denen der Rapper seine Inhalte „um einzelne Phrasen herumsponn“, abheben. SLBST und Pisse aus Weingläsern überzeugen den Redakteur Simon Langemann durch Maeckes’ „energische[n] Flow“. Auch JAW sei als Gastrapper perfekt gewählt. Der Höhepunkt der Intensität wird mit dem Lied Black Swan erreicht, in welchem Maeckes und Plan B die Energie ihres Songs White Trash einfangen. Die zweite Hälfte der EP sei ruhiger und entspreche eher dem bekannten Stil des Rappers. Mit dem Stück Unperfekt lasse Maeckes die Zuhörer „sehr nah an sein von Selbstzweifeln geprägtes Gewissen und schaff[e] mit Orgelsounds den nachdenklichsten Moment der EP.“ Auch Gossip, das eine interessante Chronik über Maeckes’ Werdegang biete, findet Lob bei Langemann. Ebenfalls hervorgehoben werden die Produktionen, die Maeckes selber beigesteuert hat und von denen alle Songs profitieren. Abschließend erhofft sich der Laut.de-Redakteur, dass Maeckes, trotz des „absehbaren Orsons-Hypes“ im Jahr 2012, in Zukunft die Zeit finden wird, „um seine komplexen Gedankengänge in großartiger Musik zu verarbeiten.“
In einer Kritik des Hip-Hop-Magazins Juice wird Manx durch den Redakteur Marc Leopoldseder als gute Rap-EP gelobt. Die Produktion sei „simpel, aber zweckdienlich“ und biete Maeckes die Grundlage „vielschichtig seine Inhalte zu präsentieren.“ Manx könne, in Ermangelung eines treffenderen Ausdrucks, als „Emo-Rap“ bezeichnet werden. In Pisse aus Weingläsern werde Maeckes zum „zynischen Battlerapper“, in Black Swan zum „krawalligen Genrekritiker“ und in Niemandsland zum „krawalligen Realitätsnörgler.“ Mit seiner EP zeige Maeckes, dass er ein „Freund der stillen Beobachtung und wortgewandten Mitteilung“ sei.
Dominik Lenze verfasste eine Bewertung für die Internetseite Rap.de, in der Manx als „ruhige, nachdenkliche Musik, gleichzeitig aber unglaublich treffend und bisweilen erstaunlich bissig“ beschrieben wird. In Probleme weglächeln illustriere Maeckes die Festigung emotionaler Probleme durch ausbleibende Aussprache, während der Rapper in Unperfekt eigene Schwächen reflektiere. Black Swan wirke dagegen „ein wenig trivial und im Vergleich zu den anderen Songs fast schon überflüssig.“ Sowohl die Beiträge von JAW und Tua als auch die Beats der EP, die die Stimmung der Songs tragen, werden positiv hervorgehoben. Im Falle des Lieds Niemandsland setze die musikalische Grundlage „den Text mit anderen Mitteln fort.“ Zusammenfassend handele es sich bei Manx einerseits um ein textlich trauriges Werk, aber andererseits sei es in seiner „Durchdachtheit und musikalische[n] Ausgestaltung unglaublich schön“. Durch diese Verbindung „aus Trauer und Schönheit, aus Drama und Ästhetik“ könne die Musik von Maeckes als Kunst bezeichnet werden.